# Нічні щоденники
«Нічні щоденники» (англ. «Nightbooks») — американський фентезійний фільм 2021 року режисера Девіда Яровескі за сценарієм Міккі Дотрі та Тобіаса Яконіса. У фільмі зіграли Вінслов Феглі, Лідія Джеветт та Крістен Ріттер. Сюжет заснований на однойменній дитячій книзі Дж. А. Вайта, написаної 2018 року в жанрі горор-фентезі. Фільм вийшов 15 вересня 2021 року на Netflix.

## Сюжет
Алекс потрапляє в полон до злої та страшної відьми, яка збирається його з'їсти. Тому Алексу потрібно терміново втікати. Зрештою хлопець пропонує викрадачці незвичайну угоду: щоразу, коли заходитиме сонце, Алекс розповідатиме відьмі страшні історії. І так доти, поки в нього не закінчаться казки.
Відьма навіть не уявляла, що Алекс любить жахливі казки. Але в нього є спеціальна книжка, куди він записує все почуте та прочитане, й таких історій має вистачити на довгий час.
Коли Алекс з'ясовує, що у відьми є покоївка, на ім'я Ясмін, яку вона викрала кілька років тому, хлопець пропонує дівчині об'єднати зусилля та спробувати втекти.

## Акторський склад
- Вінслов Феглі — Алекс, хлопчик, який полюбляє страшні історії та намагається втекти з лап злої відьми;
- Лідія Джеветт — Язмін, дівчина, викрадена відьмою кілька років тому;
- Крістен Ріттер — Натача, смертоносна відьма, яка викрадає дітей.